# Чон Сін Чо
Чон Сін Чо (кор. 정신조; нар. 6 січня 1940) — південнокорейський боксер, призер Олімпійських ігор 1964.

## Спортивна кар'єра
Олімпійські ігри 1960 
- В 1/16 фіналу програв Сергію Сівко (СРСР) — 0-5

Олімпійські ігри 1964 
- В 1/16 фіналу переміг Хосні Фарака (Єгипет) — 5-0
- В 1/8 фіналу переміг Абеля Алмараса (Аргентина) — 3-2
- У чвертьфіналі пройшов (через відмову) Ферміна Еспіносу (Куба)
- У півфіналі переміг Хуана Фабіла (Мексика) — 4-1
- У фіналі програв Сакурай Такао (Японія) — RSC 2